# 亀尾警察署
亀尾警察署（クミけいさつしょ）は、慶北地方警察庁所管の警察署である。

## 管轄区域
- 亀尾市

## 沿革
- 1914年8月27日 - 善山警察署として開署
- 1945年10月21日 - 国立警察に引き継がれる
- 1978年2月15日 - 亀尾警察署に改称。漆谷警察署の管轄にあった仁同支署を編入
- 1983年2月25日 - 現在の庁舎が完成

## 組織
- 警務課
- 生活安全課
- 捜査課
- 刑事課
- 警備交通課
- 情報保安課

## 管轄派出所
- 広坪派出所
- 道良派出所
- 上林派出所
- 新坪派出所
- 陽浦派出所
- 元坪派出所
- 仁同派出所
- 荊谷派出所
- 高牙派出所
- 桃開派出所
- 舞乙派出所
- 山東派出所
- 善山派出所
- 玉城派出所
- 長川派出所
- 海平派出所